# Campo Gallo
Campo Gallo is een plaats in het Argentijnse bestuurlijke gebied Alberdi in de provincie Santiago del Estero. De plaats telt 5.455 inwoners.